# مثل‌های عیسی

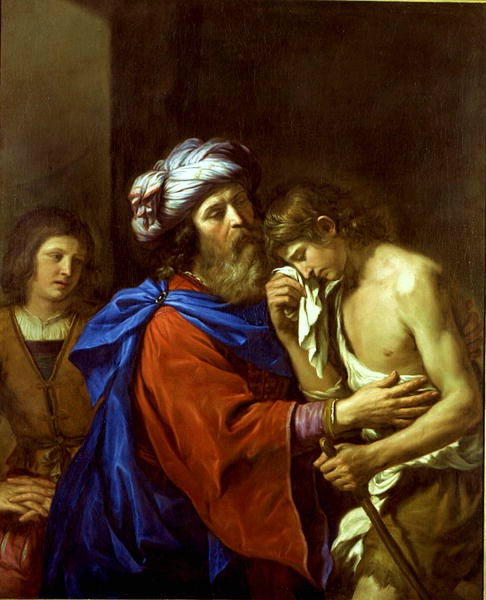
مثل پسر ولخرج یکی از مثل‌های عیسی است.

مَثَل‌های عیسی در انجیل‌های هم‌نوا و برخی از انجیل‌های نامتعارف یافت می‌شوند. مثل‌های عیسی حدوداً ثلث تعالیم باقی مانده او هستند. مسیحیان به این مثل‌ها اهمیت بسیار می‌دهند زیرا آن‌ها را سخنان واقعی عیسی به حساب می‌آورند.